# Mailly-sur-Seille
Mailly-sur-Seille település Franciaországban, Meurthe-et-Moselle megyében. Lakosainak száma 244 fő (2022. január 1.). Mailly-sur-Seille Sailly-Achâtel, Saint-Jure, Secourt, Abaucourt, Nomeny, Phlin és Raucourt községekkel határos.

## Népesség
A település népességének változása:
| Lakosok száma | 230  | 230  | 204  | 245  | 253  | 248  | 244  | 248  | 250  | 244  |
|               | 1968 | 1982 | 1990 | 2006 | 2013 | 2015 | 2017 | 2019 | 2020 | 2022 |